# Adriano Panatta
Adriano Panatta (* 9. července 1950) je bývalý profesionální italský tenista. Za jeho největší úspěch je považováno vítězství ve dvouhře grandslamového turnaje French Open v roce 1976. Je jediným tenistou, který porazil Björna Borga na French Open. Podařilo se mu to hned dvakrát – ve čtvrtém kole 1973 a ve čtvrtfinále 1976.
Panatta pravidelně reprezentoval Itálii v Davis Cupu, odehrál v této soutěži celkem 100 utkání, z toho 64 vítězných. V jeho době Itálie jednou zvítězila (1976) a třikrát se dostala do finále – 1977 (poražena Austrálií), 1979 (poražena USA) a 1980 (poražena Československem).

## Finále na Grand Slamu

### Mužská dvouhra: 1 (1–0)
| Stav  | Rok  | Turnaj      | Povrch | Soupeř ve finále | Výsledek                |
| ----- | ---- | ----------- | ------ | ---------------- | ----------------------- |
| Vítěz | 1976 | French Open | antuka | Harold Solomon   | 6–1, 6–4, 4–6, 7–6(7–3) |